# Bosnische Burgeroorlog

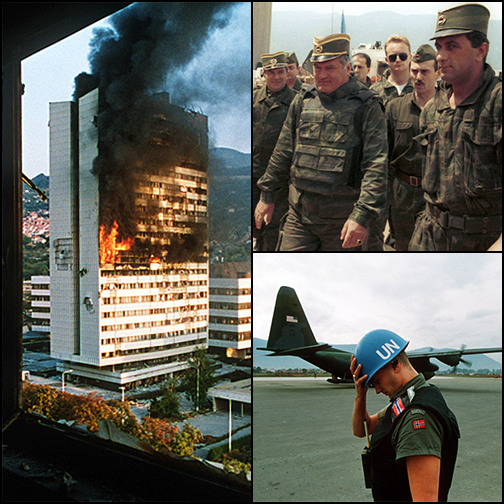
De Bosnische burgeroorlog. Links: het brandende Bosnische parlement in Sarajevo, na inslagen van artillerievuur in mei 1992. Rechtsboven: Generaal Ratko Mladić met Bosnisch-Servische soldaten. Rechtsonder: een VN-militair in Sarajevo. Foto's van Michail Jevstafjev

De Bosnische Burgeroorlog (6 april 1992 - 14 december 1995) is een van de oorlogen in Joegoslavië die uitbraken als gevolg van het uiteenvallen van de Federatieve Volksrepubliek Joegoslavië. De oorlog begon vlak nadat de meerderheid van de inwoners van Bosnië Herzegovina op 29 februari en 1 maart 1992 tijdens het referendum koos voor onafhankelijkheid. Vlak daarvoor hadden Slovenië en Kroatië zich al onafhankelijk verklaard. De Serviërs, met name Bosnische Serviërs, accepteerden de uitslag niet. Veel van hen boycotten het referendum, dat overigens door de EU, VN en VS als legitiem werd gezien. Met behulp van Servië en restanten van het JNA (Joegoslavisch volksleger) werd begonnen met de bezetting van ongeveer 70% van het territorium binnen Bosnië Herzegovina. Dit ging gepaard met gruwelijke misdaden tegen de menselijkheid, waaronder moorden en etnische zuiveringen. Veel van deze daden zijn later in Den Haag bij het oorlogstribunaal veroordeeld. Zo is in 2007 een aantal oorlogsmisdadigers, met name Bosnische Serviërs, veroordeeld voor genocide die gedurende de oorlog werd uitgevoerd op de Bosniakken.

## Aanleiding
Volgens historici had de Bosnische Burgeroorlog verschillende aanleidingen. In de voormalige republiek Bosnië-Herzegovina, die een onderdeel vormde van Joegoslavië, woonden diverse etnische bevolkingsgroepen. De voornaamste waren de Bosniakken, Bosnische Kroaten en de Bosnische Serviërs. Een directe aanleiding voor het escaleren van een conflict dat al meerdere jaren duurde was het uitroepen van de onafhankelijkheid van de republiek Bosnië-Herzegovina en het uiteenvallen van Joegoslavië.
De regering van de republiek Bosnië en Herzegovina had op 29 februari en 1 maart 1992 een referendum uitgeschreven met de vraag of Bosnië en Herzegovina onafhankelijk moest worden. De Bosnische Kroaten en Bosniakken, dit waren voornamelijk etnische moslims die in Bosnië en Herzegovina woonden, stemden in meerderheid voor onafhankelijkheid. De Bosnische Serviërs boycotten deze verkiezingen; zij waren tegen onafhankelijkheid en vonden dat het referendum ongrondwettelijk was. Aangezien de meerderheid van de uitgebrachte stemmen in het referendum voor onafhankelijkheid was riepen de Bosnische Kroaten en Bosniakken op 5 april 1992 de onafhankelijkheid uit. Als reactie hierop riepen de Bosnische Serviërs op 7 april 1992 een eigen republiek uit: de Servische Republiek (Republika Srpska) en eisten grote gebieden op waar een minderheid van Bosnische Serviërs woonde.
Al voor het referendum vormden de drie etnische groepen eigen legers en lokale milities, waarbij de Bosnische Serviërs werden gesteund door het Joegoslavisch Volksleger. Dit was destijds een van de grootste legermachten in Europa. De legers en milities bestonden, zeker in het begin van de oorlog, vooral uit criminelen, voetbalvandalen, nationalisten en paramilitairen en in mindere mate uit gewone soldaten; die laatsten waren namelijk vaak niet bereid te vechten, aangezien de etnische strijd ondanks de propaganda weinig steun onder de bevolking had, waardoor de desertiepercentages zeer hoog waren.
Een van de eerste gewelddadige incidenten vond plaats op 30 september 1991, toen het Joegoslavische Volksleger, dat voornamelijk uit Bosnische Serviërs bestond, het door Bosnische Kroaten bewoonde stadje Ravno verwoestte, tijdens de strijd om het in Kroatië gelegen Dubrovnik. In afwachting van de resultaten van het referendum op 29 februari en 1 maart 1992 escaleerde de situatie snel. Op verschillende plaatsen braken gevechten uit, in eerste instantie tussen Bosnische Serviërs en Bosniakken. Met name in Oost-Bosnië, in de Drinavallei, en het noordwesten van het land pleegden milities van de Bosnische Serviërs vanaf april 1992 massamoorden en etnische zuiveringen op Bosniakken en Bosnische Kroaten. In de steden Bijeljina, Višegrad, Zvornik, Foča, Bratunac, Sanski Most, Prijedor, Kozarac, en andere werden de Bosniakken het voornaamste doelwit. De Bosnische Serviërs stichtten ook vele concentratiekampen, waarvan Kamp Omarska het beruchtste was. Andere voorbeelden van Bosnisch Servische concentratiekampen zijn Kamp Trnopolje, Kamp Manjača en Keraterm.
De grootste etnische zuivering voltrok zich in Srebrenica op 11 juli 1995. Daar zijn door Bosnisch-Servische milities op één dag meer dan 8000 personen, voornamelijk mannen met als etnische achtergrond Bosniak, vermoord. Veel van de betrokkenen werden uiteindelijk berecht door het Joegoslavië-tribunaal. Het wordt na de etnische zuiveringen in de Tweede Wereldoorlog als een van de gruwelijkste daden in Europa gezien.

## Deelnemers en verloop
In het begin van de burgeroorlog (1992) vochten de Bosnische-Kroaten en de Bosniakken voornamelijk samen tegen de Bosnische-Serviërs, die als gevolg van de onafhankelijkheidsverklaring een eigen republiek hadden uitgeroepen: de Servische Republiek, gesteund door de republiek Servië onder leiding van Slobodan Milošević en gesteund door de politieke leider van de Bosnische-Serven Radovan Karadžić. In 1993 ontstond er tevens even conflict tussen de Bosniakken en de Bosnische Kroaten. De Bosnische Kroaten kregen reeds steun vanuit de republiek Kroatië, terwijl de Bosniakken er vaak alleen voorstonden aangezien ze ingesloten waren door beide partijen. In enkele gevallen kon militaire hulp van buiten, zoals bijvoorbeeld van Turkije de Bosniakken bereiken. Het bekendste conflict tussen de Bosnische-Kroaten en Bosniakken was de verwoesting van de oude brug in Mostar door de Bosnische-Kroaten, de Stari Most, die waarschijnlijk het bekendste symbool van Bosnië-Herzegovina was tot dan. In 1995 besloten de Bosniakken en Bosnische-Kroaten vrede na een overleg tussen de president van Kroatië Franjo Tuđman en de 1e president van Bosnië-Herzegovina Alija Izetbegović.
Als gevolg van de oorlog in Bosnië en Herzegovina breidde de VN-Veiligheidsraad het mandaat van de vredesmacht UNPROFOR, die tot dan toe actief was geweest in Kroatië, in juni 1992 uit naar Bosnië en Herzegovina. UNPROFOR kon, gehinderd door een beperkt mandaat, beperkte middelen en het gebrek aan bereidheid van de internationale gemeenschap – met name landen als de Verenigde Staten en Frankrijk – om gewapenderhand in te grijpen, niet voorkomen dat de strijd doorging. Hoe frustrerend dit was voor de meeste VN-soldaten is o.a. te zien in de film Warriors: Bosnia 1992. Na etnische zuiveringen door Bosnische-Serven in o.a. Srebrenica, zie ook de val van Srebrenica, en een mortieraanval op een markt in Sarajevo, waarbij vele inwoners van de belegerde stad omkwamen, veranderde het internationale politieke klimaat en werd door de internationale gemeenschap een Rapid Reaction Force ingezet. Deze werd gesteund met door de NAVO-bombardementen tijdens Operation Deliberate Force. Dit dwong met name de Bosnische-Serven tot het beëindigen van de gewapende strijd en bracht de strijdende partijen aan de onderhandelingstafel in het Amerikaanse Dayton. Als gevolg van deze onderhandelingen, en onder druk van verder ingrijpen door de internationale gemeenschap, werd het Verdrag van Dayton bereikt door de drie partijen.

## Etnische zuiveringen
De Bosnische Serviërs en Bosniakken hebben zich gedurende de burgeroorlog schuldig gemaakt aan etnische zuiveringen in heel Bosnië-Herzegovina. Met name in steden als Srebrenica en Prijedor werden Bosniakken en moslims door de Bosnische-Serviërs vermoord, verkracht en verdreven. De Servische plaats Kravica werd tijdens het orthodox kerstfeest aangevallen door Bosnische moslims onder Oric, waarbij veel Orthodoxe burgerslachtoffers vielen. De val van de enclave Srebrenica op 11 juli 1995, die onder leiding van de Nederlandse Dutchbat stond, is sindsdien wereldnieuws geworden. De dag erna, op 12 juli, werden er meer dan 8000 Bosniakken vermoord. De VN heeft aangegeven dat genocide is gepleegd door de Bosnische Serviërs en heeft zich ingezet om de verantwoordelijken op te pakken en te vervolgen. De toenmalige generaal van de Bosnische Serviërs Ratko Mladić, maar ook Radovan
Karadzic en vele andere zijn en of worden sindsdien vervolgd en berecht door het Joegoslavië Tribunaal in Den Haag.
In totaal werden 2,2 miljoen inwoners van Bosnië van huis en haard verdreven. Ca. 100.000 kwamen om, 60% bestaande uit leden van milities, waaronder overigens ook soldaten uit Servië en Kroatië. De 40% burgerslachtoffers waren voor twee derde deel Bosniakken.

## Gevolgen en nasleep
In het Verdrag van Dayton werd bepaald dat de republiek Bosnië en Herzegovina zou gaan bestaan uit twee afzonderlijke entiteiten: de Republiek Srpska en de Federatie van Bosnië en Herzegovina. Verder was in het Daytonverdrag ook aandacht voor verkiezingen, mensenrechten en een grondwet. Tegenwoordig kampt Bosnië en Herzegovina met twee verschillende problemen: de wederopbouw na de oorlog en de verandering van een communistisch systeem naar een kapitalistische samenleving. Na afloop van de Bosnische Burgeroorlog werd de naleving van het Verdrag van Dayton gecontroleerd door achtereenvolgens de NAVO-vredesmachten IFOR en SFOR, en later de EU- vredesmacht EUFOR.
Daar waar het land zich de afgelopen jaren langzaam uit het economische slop probeert te werken, door met name het opkomende toerisme en de samenwerking met de Europese Unie, blijft de politieke situatie in Bosnië en Herzegovina nog steeds erg onstabiel. Voornaamste reden voor de instabiliteit betreft de huidige bestuurlijke indeling van het land, met twee federale republieken met vergaande bevoegdheden. De twee federale entiteiten, Republika Srpska (RS) en de Bosniak-Kroatische federatie, hebben een vergaande autonomie terwijl de EU juist een versterking van de centrale overheid als voorwaarde stelt voor verdere toenadering tot de EU. De regering van RS wil daar niets van weten. Zij wil juist een uitbreiding van hun mogelijkheden om o.a. beslissingen op landelijk niveau met een veto te blokkeren. Zo dreigde de regering van RS zich op 22 februari 2015 uit alle federale staatsorganen terug te trekken en op die manier de landelijke overheid lam te leggen. De drie etnische groepen hebben nog steeds onoverbrugbare geschillen over een hervorming van de grondwet. Daardoor werd in Bosnië weer openlijk gepraat over de mogelijkheid op een nieuwe oorlog. „Als wij het niet eens worden, blijft alleen de optie oorlog”, aldus Sulejman Tihić, die tussen 2002 en 2006 zitting had in het driepresidentschap van Bosnië en Herzegovina. Daarnaast wilde de toenmalig Bosnisch-Servische federale president Milorad Dodik dat de Bosnische Serven in de nieuwe grondwet de mogelijkheid krijgen zich af te scheiden van Bosnië Herzegovina, met het oog op een mogelijke aansluiting bij 'moederland' Servië.
Sloveense Oorlog (1991) · Kroatische Oorlog (1991-95) · Bosnische Burgeroorlog (1992-95) · Kroatisch-Bosniakse Oorlog (1992-94) · Kosovo-oorlog (1998-99) · Operatie Allied Force (1999) · Conflict in de Preševo-vallei (2001) · Macedonisch conflict (2001)